# Autoritat Catalana de Protecció de Dades
L'Autoritat Catalana de Protecció de Dades (APDCAT), anteriorment anomenada Agència Catalana de Protecció de Dades (ACPD), és un ens de dret públic i un organisme oficial de la Generalitat de Catalunya que depèn directament del Parlament de Catalunya. La finalitat de l'agència és vetllar pel compliment de la legislació vigent sobre protecció de dades de caràcter personal i controlar-ne l'aplicació, drets d'informació, accés, rectificació, cancel·lació i oposició així com exercir la postestat sancionadora i immobilitzar les dades que atemptin contra els Drets i deures fonamentals de la Constitució Espanyola. Va ser creada el 2002.
És teòricament independent de les administracions i subjecte a la llei 30/1992. El règim de contractació de personal i patrimonial és de caràcter privat. Col·labora amb el Síndic de Greuges i amb la resta d'institucions i organismes de defensa dels drets de les persones. La seva seu és a Barcelona.
La protecció de la privadesa és una obligació de qualsevol entitat de l'Administració pública catalana: la Generalitat, l'Administració local, les universitats públiques catalanes i les empreses públiques amb capital català. Està regulada per les articles 31 i 156 de l'Estatut d'Autonomia de 2006. L'agència no té competències sobre empreses privades, ja que aquestes queden en mans de l'Agència espanyola de protecció de dades.
Amb les exigències derivades de l'Estatut d'autonomia de 2006, el 2010 s'incorporen algunes modificacions a la legislació vigent a Catalunya sobre protecció de dades i, entre aquestes, la mateixa denominació de l'autoritat, per tal d'evitar la confusió de la seva naturalesa amb el d'altres entitats de caràcter instrumental que sota la denominació d'agències existents en l'àmbit administratiu.